# 钱传璞
钱传璞（898年—？），杭州钱塘县（今浙江省杭州市）人，五代十國的吳越國武肃王钱镠的第二十一子。母亲章氏，为七哥钱元瓘避讳作钱元璞。
钱元璞生于唐昭宗光化元年七月初九，当时钱镠被唐朝封为检校太师、定乱安国功臣，与異母兄钱元邧、钱元琢同年出生。钱元璞得到父亲的请命，被朝廷任命为钱塘侯，以吴越国都所在县钱塘作为封地的名号。